# Прохоров, Василий Иванович (сержант)
Васи́лий Ива́нович Про́хоров (22 марта 1919 — 11 марта 1955) — Герой Советского Союза, командир отделения 652-й отдельной роты связи 106-й стрелковой Забайкальской дивизии, сержант.

## Биография
Василий Иванович Прохоров родился 22 марта 1919 года в селе Ново-Шиншиновке (ныне — Пугачёвского района Саратовской области). Русский. Окончил неполную среднюю школу, работал трактористом в колхозе. В 1939 году был призван в Красную Армию.
На фронтах Великой Отечественной войны с февраля 1943 года и до победы над Германией. Сражался на Центральном, Белорусском, 1 и 2-м Белорусских фронтах, Принимал участие в Курской битве, освобождении Украины, Белоруссии, Польши, разгроме врага на территории Германии.
15 октября 1943 года 106-я стрелковая дивизия приступила к форсированию Днепра в районе посёлка Лоево Гомельской области. Отделению телефонистов под командованием сержанта Прохорова была поставлена задача проложить через реку телефонный кабель, установить связь командира дивизии с переправившимися на плацдарм подразделениями.
Противник держал участок переправы под непрерывным артиллерийским огнём. Вражеские бомбардировщики наносили мощные удары по районам сосредоточения наших войск, огневым позициям артиллерии и форсирующим реку подразделениям.
Отделение начало прокладку четырёхпроводной линии сразу же, как только от берега отчалили плоты и лодки с первым десантом. Один из телефонистов разматывал катушку с кабелем, другой привязывал металлические гайки, чтобы провод ложился на дно реки, ещё двое работали веслами. Под сильным огнём противника лодка медленно шла вперед. У правого берега фашисты обстреляли связистов из пулемёта. Оба гребца были убиты. До берега было недалеко. Прохоров схватил катушку кабеля, соскочил в ледяную воду, добрался до суши. Привязав провод за дерево, он потянул его к находившемуся на плацдарме командиру батальона. Связь между правым и левым берегами была установлена.
Однако одного провода при сильнейшем вражеском обстреле и частых налетах авиации было недостаточно. Вскоре при бомбардировке кабель на середине реки был разорван. Начальник штаба дивизии приказал тянуть вторую «нитку». И снова это задание было поручено Прохорову, только что вернувшемуся на левый берег. Вместе с лейтенантом Чижовым Прохоров успешно выполнил боевую задачу. После этого сержант вытащил на берег поврежденную при бомбежке первую «нитку», починил её и вновь протянул через Днепр.
В течение шести часов без отдыха, под непрерывным огнём противника, работал связист. Его лодка во многих местах была продырявлена пулями и осколками снарядов. Прохоров затыкал пробоины просмоленной паклей и плыл дальше. Во время шестого рейса лодка была в щепки разбита рядом разорвавшимся снарядом и затонула близ берега. Прохоров и его товарищи чудом уцелели. Они вплавь добрались до песчаной косы и по, приказу командира остались на плацдарме для дежурства у телефонного аппарата. К тому времени наши подразделения отбросили противника от берега и завоевали плацдарм, обеспечивавший спокойную переправу боевой техники.
Указом Президиума Верховного Совета СССР «О присвоении звания Героя Советского Союза генералам, офицерскому, сержантскому и рядовому составу Красной Армии» от 15 января 1944 года за «образцовое выполнение боевых заданий командования на фронте борьбы с немецкими захватчиками и проявленными при этом отвагу и геройство» Василию Ивановичу Прохорову присвоено звание Героя Советского Союза с вручением ордена Ленина и медали «Золотая Звезда».
Войну Прохоров закончил старшим сержантом. C 1945 года жил и работал в Киеве. В начале 50-х годов был командирован городским Советом в Высшую партийную школу на учёбу в Днепропетровск. После окончания ВПШ работал в селе Крымки Шполянского района Черкасской области секретарём партийной организации колхоза. Трагически погиб 11 марта 1955 года. Похоронен в селе Крымки Шполянского района Черкасской области на Украине.

## Награды
- Медаль «Золотая Звезда»;
- орден Ленина;
- орден Красной Звезды (5.8.1943)[2];
- медали.